# 린다 보이드
린다 보이드(Lynda Boyd, 1965년 1월 28일 ~ )는 캐나다의 배우이다.

## 출연 작품
- 브로큰 다이아몬드 (2021)
- 아델라인 : 멈춰진 시간 (2015)
- 위 워 울브즈 (2014)
- 더 클라이언트 리스트 (2010)
- 라모너 앤 비저스 (2010)
- 핫 텁 타임머신 (2010)
- 두 유 노우 미 (2009)
- 램페이지 : 더 테러리스트 (2009)
- 런 레빗 런 (2008)
- 트루 컨페션스 오브 어 할리우드 스타렛 (2008)
- 생츄어리 시즌1 (2008)
- 슬랩 샷 3 (2008)
- 신데렐라 스토리 2 (2008)
- 바이스 (2007)
- 팰콘 비치 (2006)
- 마스터즈 오브 호러 시즌 2 에피소드 3 - 피투성이 장례식 (2006)
- 쉬즈 더 맨 (2006)
- 패스트 & 퓨리어스 - 도쿄 드리프트 (2006)
- 리퍼 매드니스 - 영화 뮤지컬 (2005)
- 언피니쉬드 라이프 (2005)
- 인턴 아카데미 (2004)
- 고잉 더 디스턴스 (2004)
- 퍼펙트 스코어 (2004)
- 데스티네이션 2 (2003)
- 듀 이스트 (2002)
- 아이 스파이 (2002)
- 본즈 (2001)
- 인스펙트 2 (2000)
- 사랑의 항해 (2000)
- 미션 투 마스 (2000)
- 스위트워터 (1999)
- 크로우 - 시리즈 (1998)
- 볼케이노 (1997)
- 섹시 킬러 (1997)
- 외야의 천사들 2 (1997)
- 인베이더 (1997)
- 하비 (1996)
- 제3의 눈 (1995)
- 더블, 더블, 토일 앤 트러블 (1993)